# Einstein-díj
Az Einstein-díjat az Amerikai Fizikai Társaság (American Physical Society) Topical Group on Gravitation csoportja alapította 1999-ben. Az Amerikai Fizikai Társaság kétévente ítéli oda a díjat olyan fizikusoknak, akik jelentős mértékben járultak hozzá a gravitációs fizikához. Az első díjat 2003-ban ítélték oda. A díjat Albert Einsteinről (1879-1955) nevezték el, aki a speciális és általános relativitás elméletet alkotta meg. A díj összege: 10 000 dollár.

## Díjazottak
- 2003: John A. Wheeler és Peter G. Bergmann
- 2005: Bryce DeWitt
- 2007: Rainer Weiss és Ronald Drever
- 2009: James Hartle
- 2011: Ezra Ted Newman
- 2013: Irwin I. Shapiro
- 2015:	Jacob Bekenstein
- 2017:	Robert M. Wald
- 2019: Abhay Ashtekar

## A témához kapcsolódó egyéb díjak
- Albert Einstein Award, (Lewis and Rosa Strauss Memorial Fund)
- Albert Einstein Medal, (Albert Einstein Society, Bern)
- Albert Einstein World Award of Science, (World Cultural Council)

## Fordítás
- Ez a szócikk részben vagy egészben  az   Einstein Prize (APS) című angol Wikipédia-szócikk fordításán alapul.  Az eredeti cikk szerkesztőit annak laptörténete sorolja fel. Ez a jelzés csupán a megfogalmazás eredetét és a szerzői jogokat jelzi, nem szolgál a cikkben szereplő információk forrásmegjelöléseként.